# Sylfest Glimsdal
Sylfest Glimsdal (* 9. Oktober 1966 in Fagernes, Kommune Nord-Aurdal im Fylke Oppland, Norwegen) ist ein ehemaliger norwegischer Biathlet. 
In der Saison 1991/92 wurde er hinter Jon Åge Tyldum und Mikael Löfgren Dritter des Gesamtweltcups. 1989 gewann er mit der norwegischen Staffel die Bronzemedaille bei der Weltmeisterschaft in Feistritz an der Drau.
Im Jahr 2000 beendete er seine Laufbahn als Biathlet.

## Weltcup-Bilanz
Die Tabelle zeigt alle Platzierungen (je nach Austragungsjahr einschließlich Olympische Spiele und Weltmeisterschaften).
- 1.–3. Platz: Anzahl der Podiumsplatzierungen
- Top 10: Anzahl der Platzierungen unter den ersten zehn (einschließlich Podium)
- Punkteränge: Anzahl der Platzierungen innerhalb der Punkteränge (einschließlich Podium und Top 10)
- Starts: Anzahl gelaufener Rennen in der jeweiligen Disziplin

| Platzierung                               | Einzel | Sprint | Verfolgung | Massenstart | Staffel | Gesamt |
| ----------------------------------------- | ------ | ------ | ---------- | ----------- | ------- | ------ |
| 1. Platz                                  | 1      | 2      |            |             | 1       | 4      |
| 2. Platz                                  | 1      | 1      |            |             |         | 2      |
| 3. Platz                                  |        |        |            |             | 4       | 4      |
| Top 10                                    | 7      | 11     | 4          |             | 7       | 29     |
| Punkteränge                               | 14     | 25     | 9          | 1           | 7       | 56     |
| Starts                                    | 34     | 48     | 20         | 1           | 7       | 110    |
| Stand: Daten möglicherweise unvollständig |        |        |            |             |         |        |